# Suillus bovinus
Suillus bovinus (Carl von Linné, 1753 ex Henri François Anne de Roussell, 1806) din încrengătura Basidiomycota în familia Suillaceae și de genul Suillus, este o ciupercă comestibilă care coabitează, fiind un simbiont micoriza (formează micorize pe rădăcinile arborilor). Buretele este numit în popor lumânărică sau sfârcuri uscate. Apare în România, Basarabia și Bucovina de Nord foarte des, numai sub pini pe soluri sărace și acide, dar câteodată și pe cele calcaroase, prin păduri de conifere sau mixte, bărăgan și mlaștini,  mai frecvent întâlnit în zonele de câmpie, mai rar se găsește în regiunile subalpine. Apare deseori în mase, dezvoltându-se în grupuri de tufe în apropierea pomului simbiont, din (iunie) iulie până în octombrie (noiembrie).

## Descriere

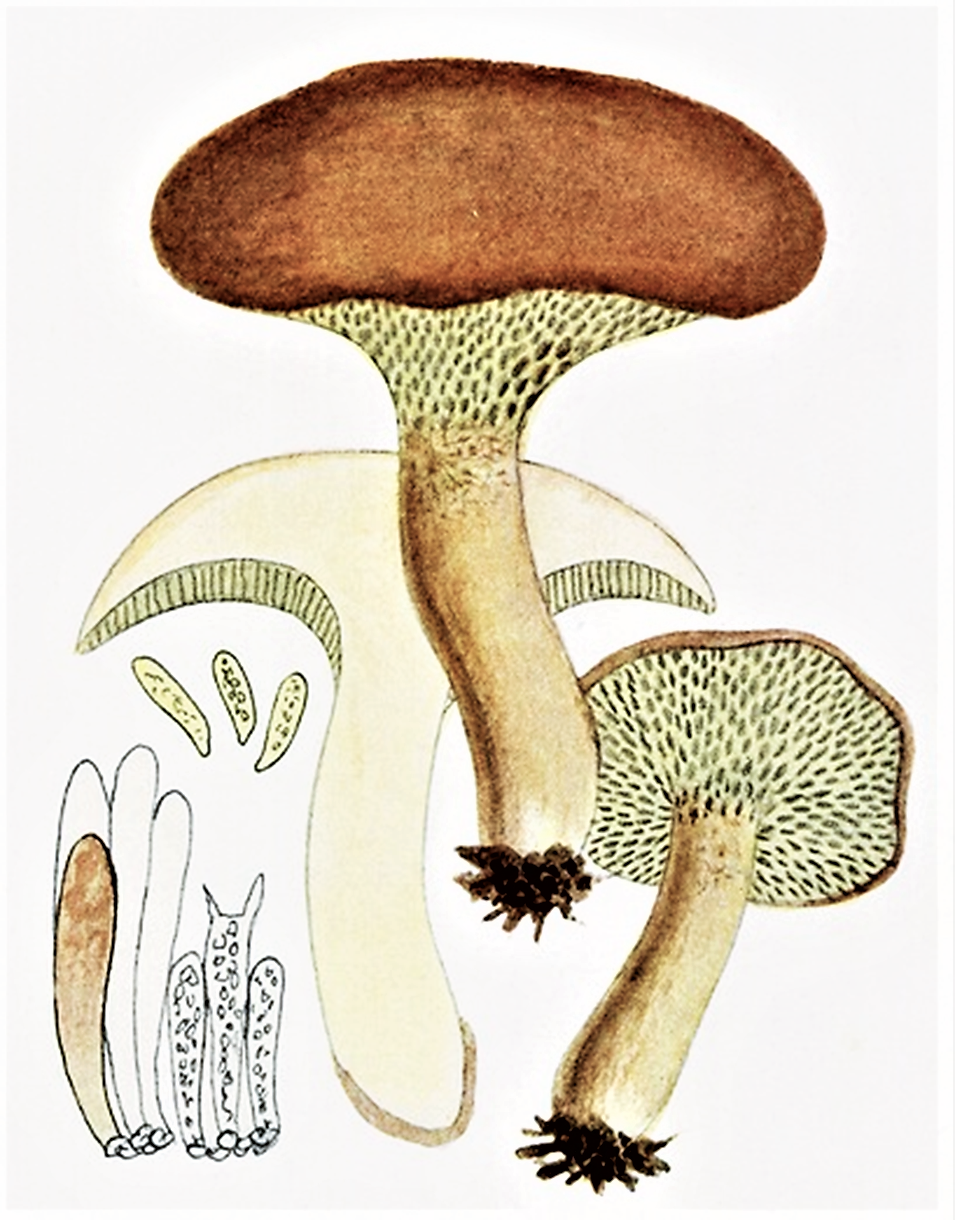
Bres.: Boletus bovinus

- Pălăria: are un diametru de 5-11 cm, este destul de cărnoasă și compactă moale, dar ușor elastică, fiind inițial semisferică cu marginea răsfrântă în jos, apoi convexă și la bătrânețe întinsă și adâncită în mijloc, marginea fiind adesea îndoit ondulată. Cuticula este netedă, lucioasă pe vreme uscată, dar lipicioasă și cleioasă la umezeală. Ea nu se separă ușor de pălărie, maximal pe o treime din diametru. Coloritul este variabil: palid gălbui, gălbui-ocru, gălbui-cenușiu, portocaliu-gălbui, gălbui-maroniu, la maturitate de obicei cu o bordură albicioasă pe o margine atunci ascuțită.
- Tuburile și porii: sunt galben-măslinii, scurte (10 mm), compuse din 3-4 tubulețe mai scurte, unghiulare, la început aderate, ulterior ușor decurente la picior precum dificil separabile de pălărie. Porii sunt atât alungiți cât și rotunzi, la început palid gălbui, mai târziu cenușiu-gălbui, galben-măslinii. Porii ciupercii sunt inițial mici și devin apoi în vârstă largi și alungiți, Fiind neregulați, unghiulari și împărțiți în profunzime prin septe. Coloritul inițial alb, corespundă mai târziu în mod normal cu cea a pălăriei, dar devine la bătrânețe nu rar murdar brun-ruginii.
- Piciorul: are o înălțime de 4-8 cm și o lățime de 0,6-1,5 cm, este cilindric, adesea îndoit, plin, destul de subțire dar elastic, de un colorit gălbui-ocru, devenind spre bază din ce în ce mai roșiatic și flocos. Acolo se pot vedea hifele portocaliu-rozalii ale miceliului. Tulpina nu prezintă un inel.
- Carnea: este moale, dar destul de elastică, fiind de culoare crem-gălbuie, adesea străbătută de o rețea roșiatică în picior care nu se decolorează după tăiere. Fiartă devine rozalie, roșiatică sau purpurie. Mirosul este ușor fructuos, gustul dulce acrișor, dar ceva fad. Ciuperca este adesea năpădită de larvele unor diptere din familia Mycetophilidae care se dezvoltă în interiorul corpurilor de fructificație.
- Caracteristici microscopice: are spori palid gălbui, netezi și fusiformi, cu o mărime de 7-10 x 2-5,4 microni. Pulberea lor este brun-măslinie.[3][4][5]
- Reacții chimice: Buretele se colorează sub aburi de aburi de amoniac violaceu până brun pe pălărie, roz până albăstrui în carne, iar porii precum piciorul devin roșiatici, cu anilină în întregime roz, cu Hidroxid de potasiu în carne lila-roz până roșiatic-roz și cu sulfat de fier în întregime gri-albăstrui.[6]

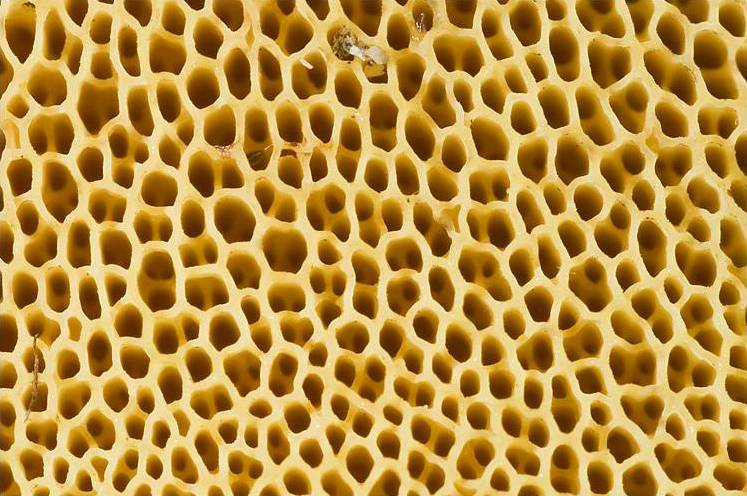
S. bovinus, pori, close-up vizualizare
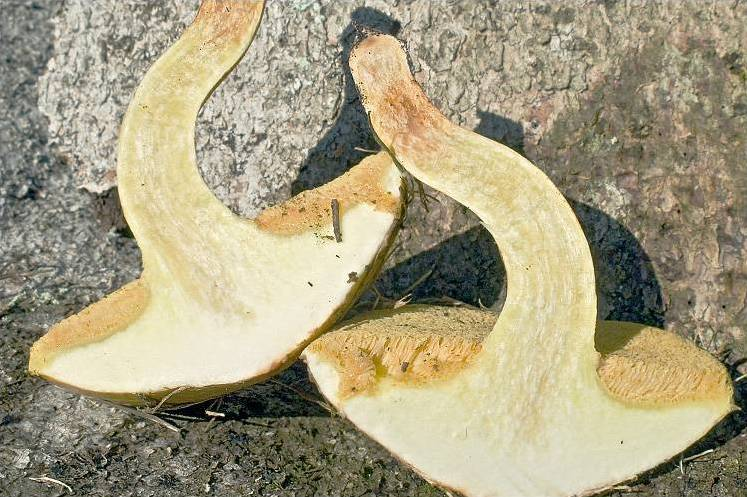
S. bovinus, Secțiune longitudinală
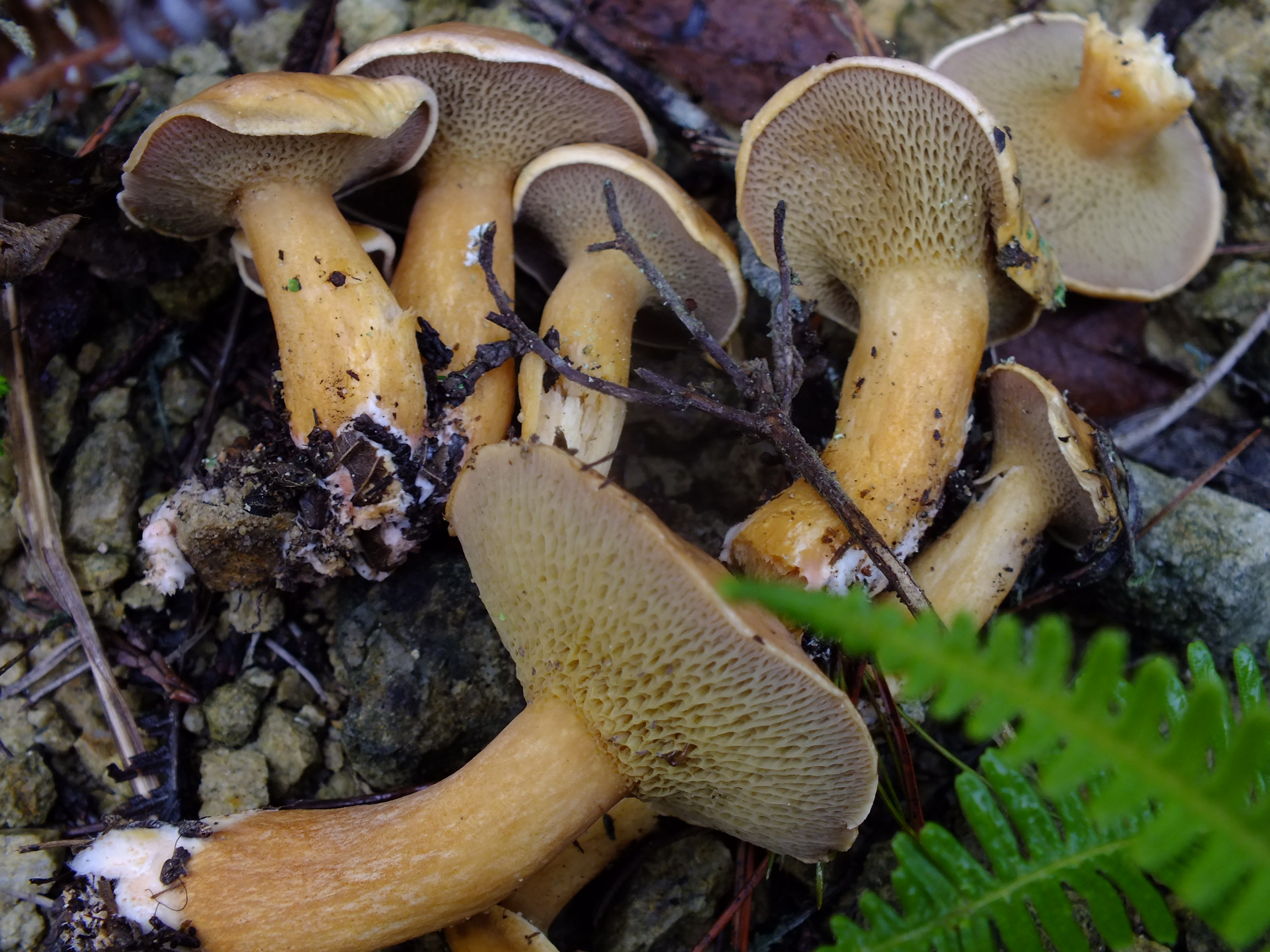
S. bovinus mai tineri, în tufe, pori și picior
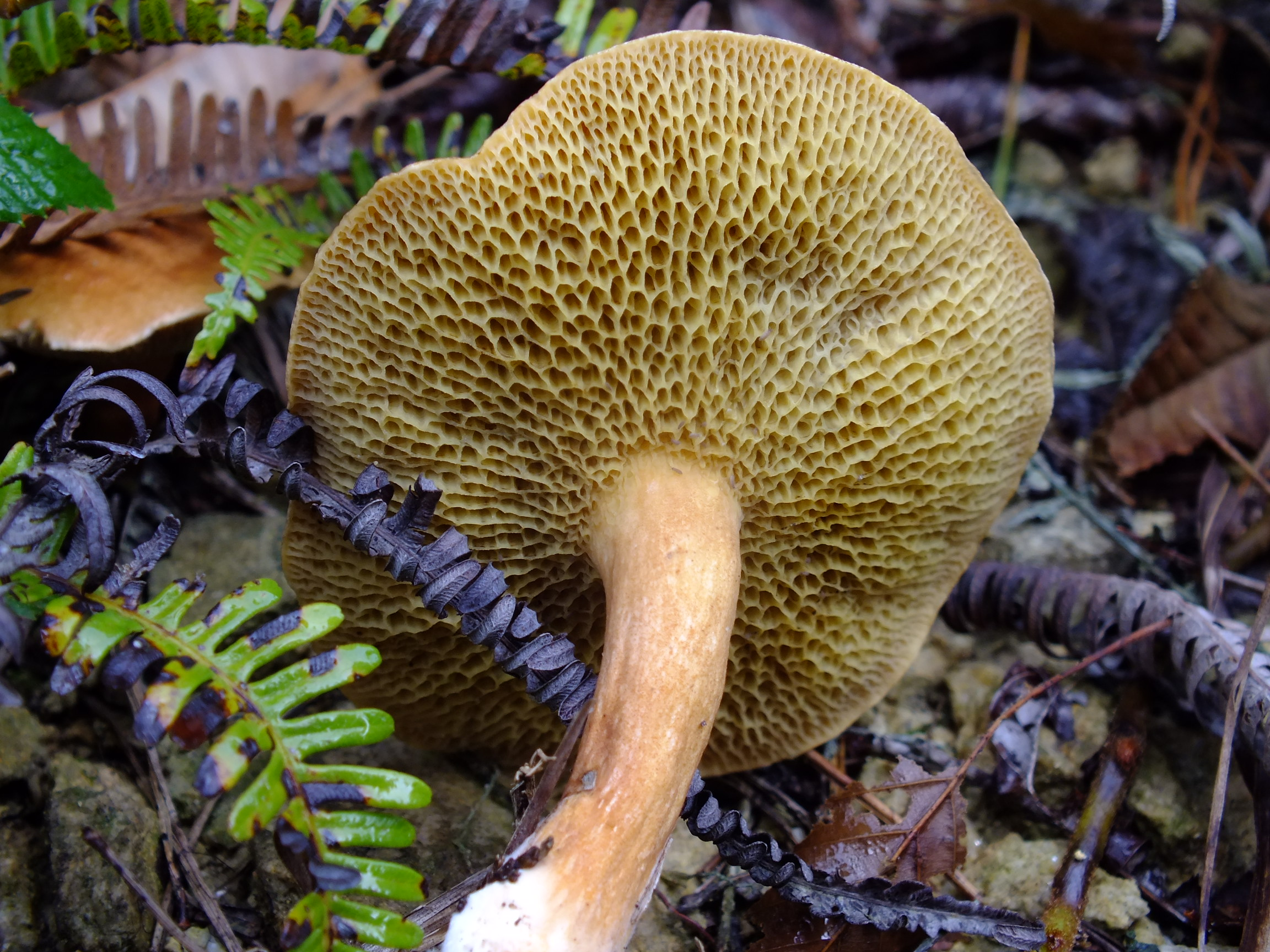
S. bovinus mai bătrân, pori și picior

## Confuzii
Bureții pot fi confundați numai cu specii asemănătoare, cu toate comestibile, din familia Suillaceae, de exemplu cu Suillus bresadolae, Suillus cavipes, Suillus collinitus, Suillus flavidus, Suillus granulatus, Suillus placidus, Suillus plorans, Suillus tridentinus, Suillus variegatus, Suillus viscidus comestibil, (se dezvoltă sub larici)
sau cu Aureoboletus moravicus sin. Xerocomus moravicus, Boletus ferrugineus sin. Xerocomus ferrugineus, Chalciporus piperatus, sin. Boletus piperatus, Xerocomellus chrysenteron, Xerocomellus porosporus sin. Boletus porosporus, Xerocomus porosporus, Xerocomellus pruinatus sin. Boletus pruinatus, Xerocomus pruinatus, și Xerocomus subtomentosus din familia Boletaceae, respectiv Gyrodon lividus, din familia Paxillaceae.

## Specii asemănătoare în imagini

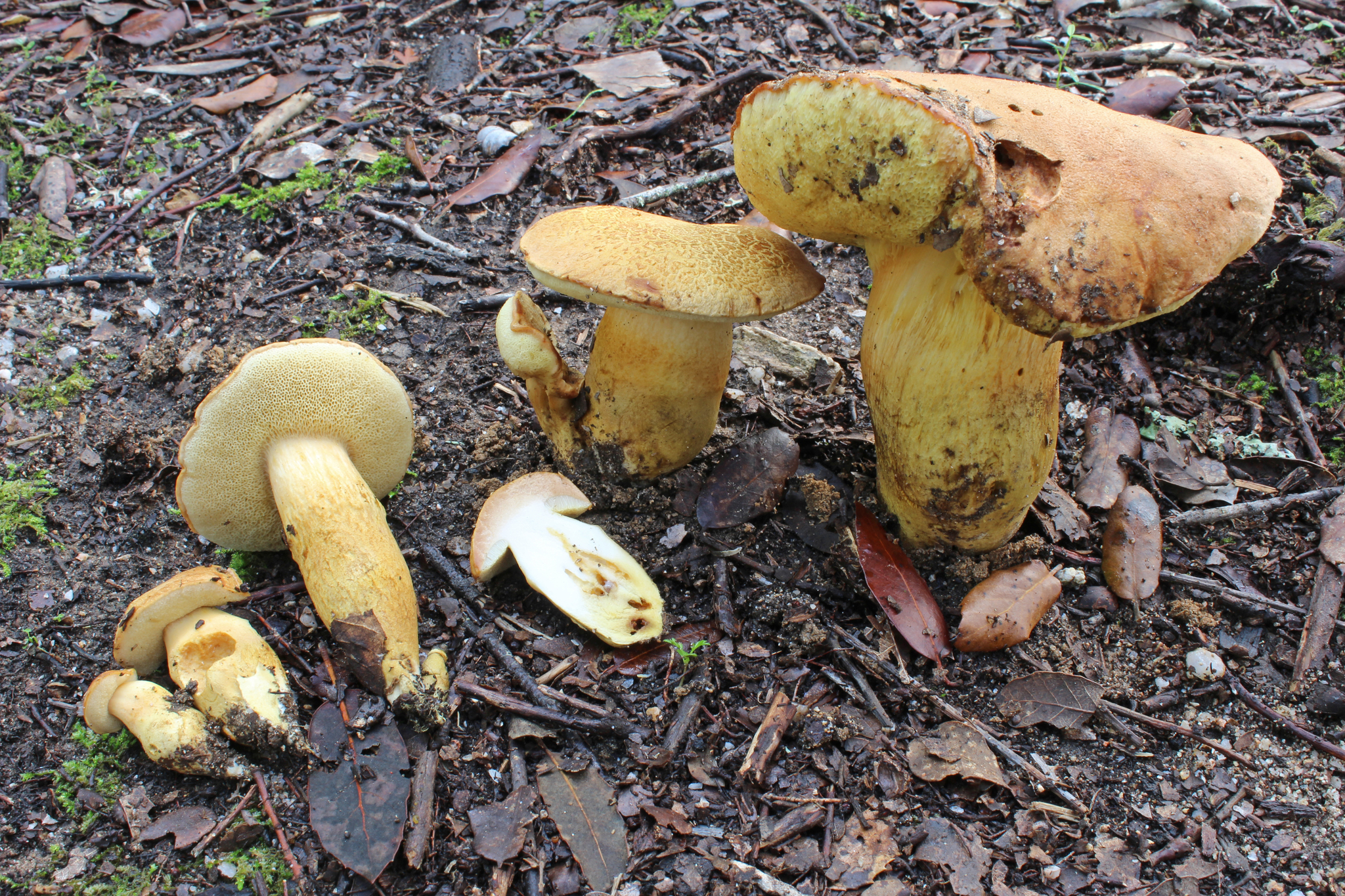
Aureoboletus moravicus sin. Xerocomus moravicus
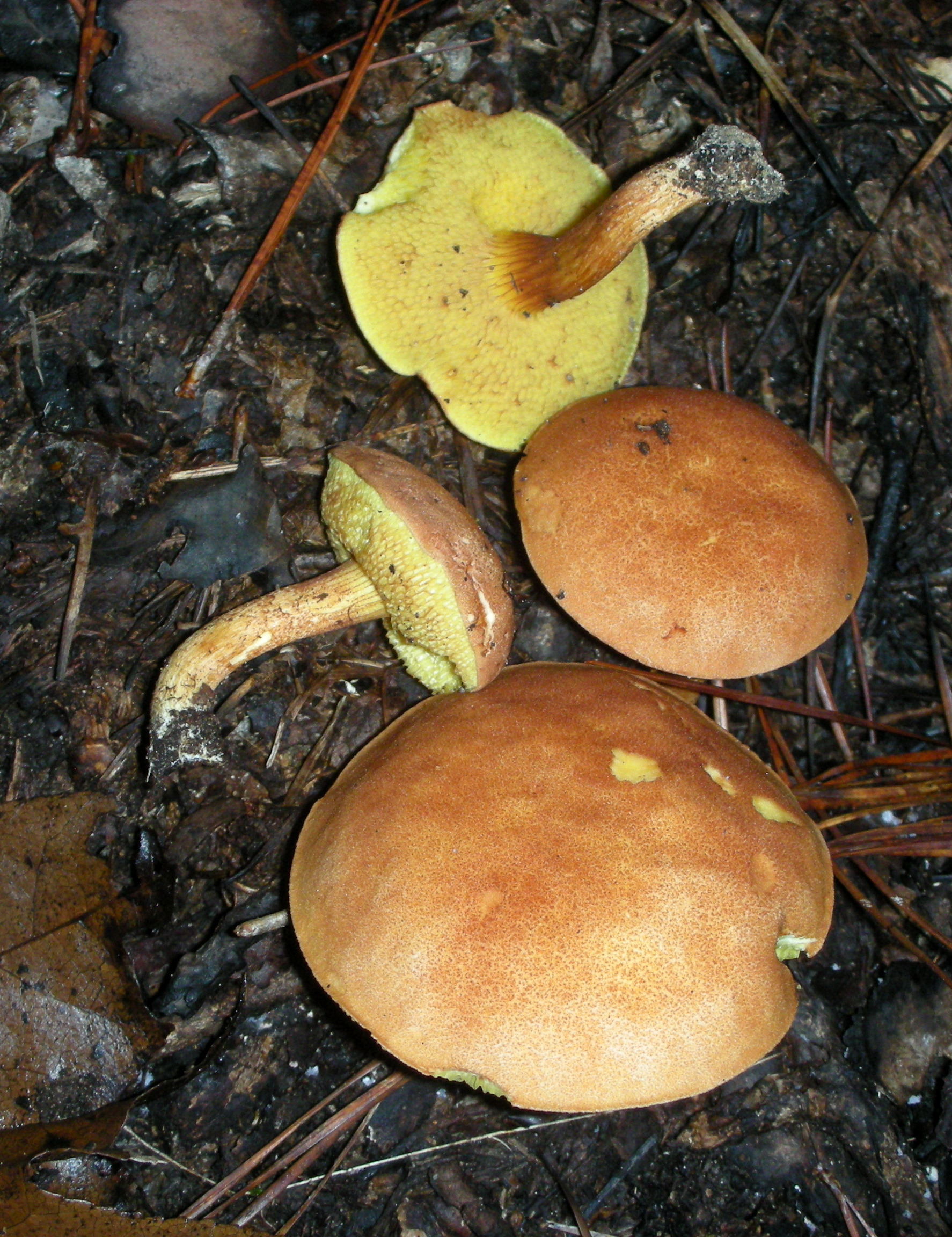
Boletus ferrugineus
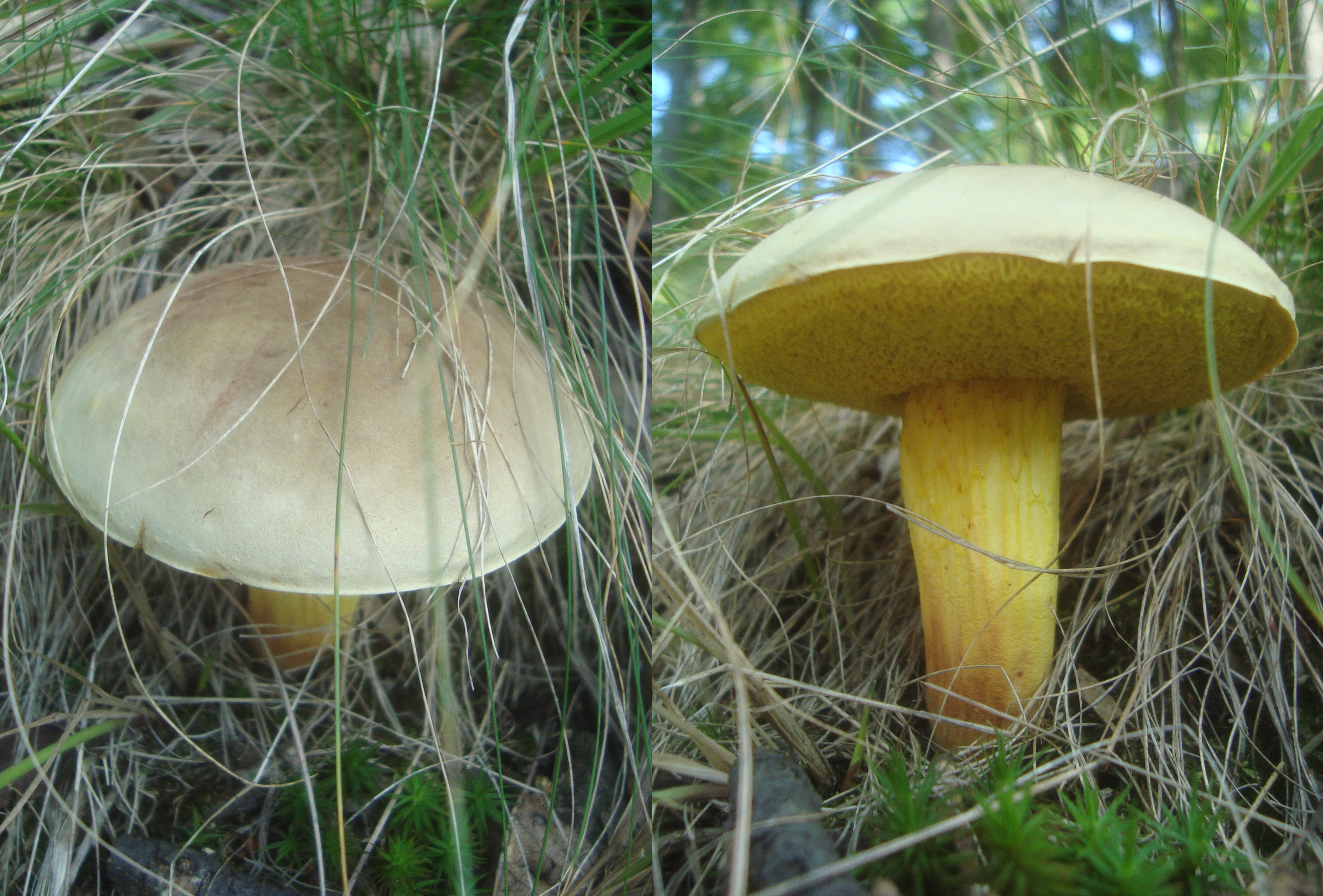
Boletus subtomentosus
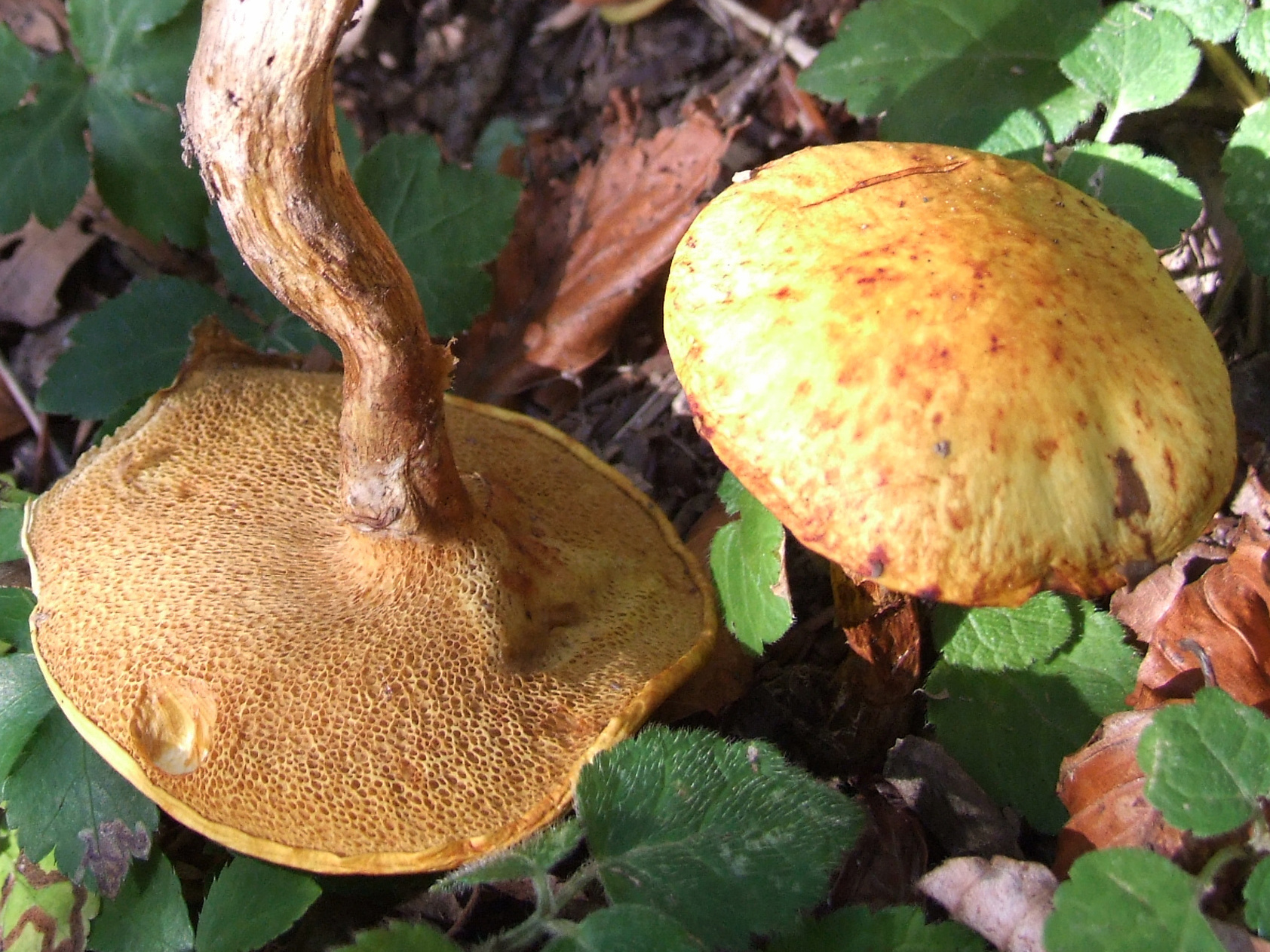
Chalciporus piperatus
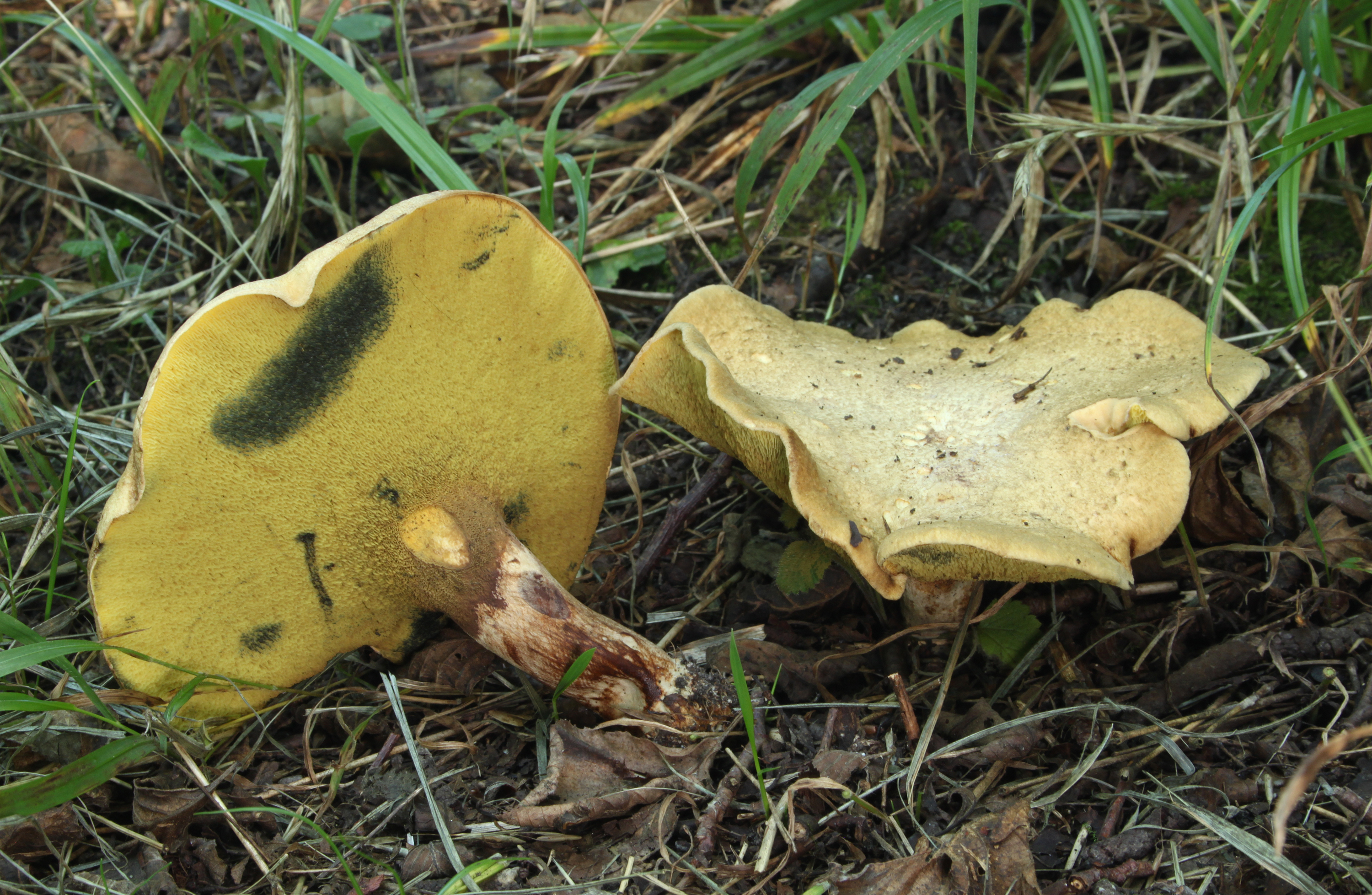
Gyrodon lividus

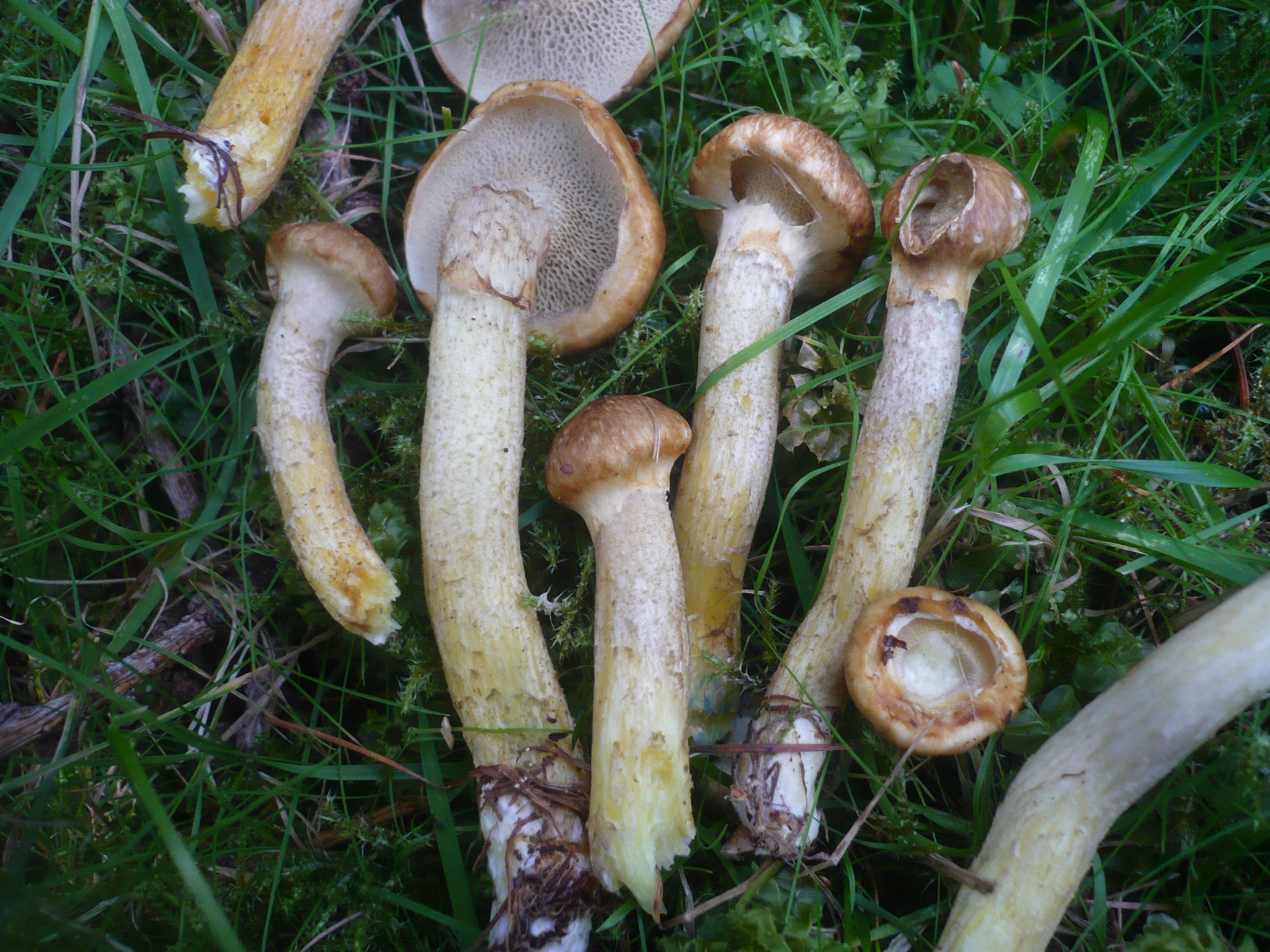
Suillus bresadolae
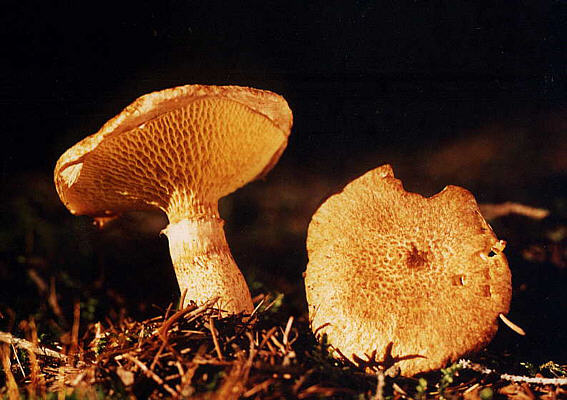
Suillus cavipes
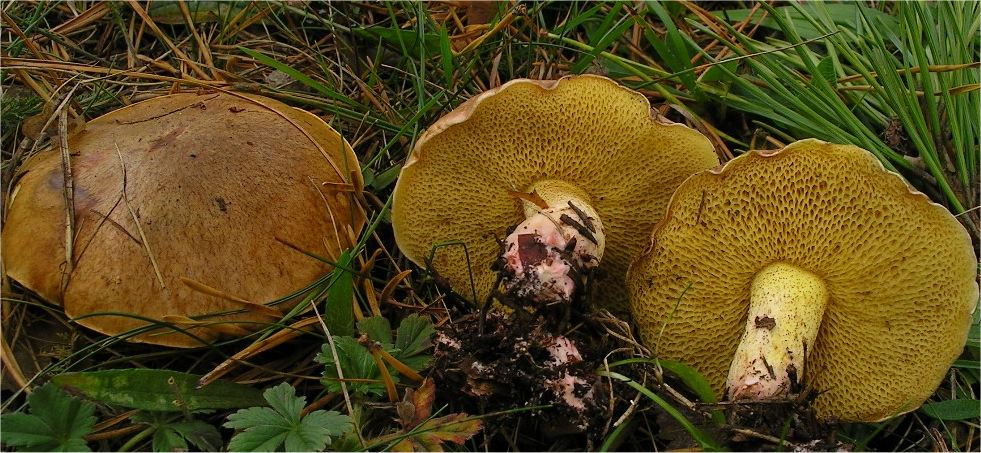
Suillus collinitus
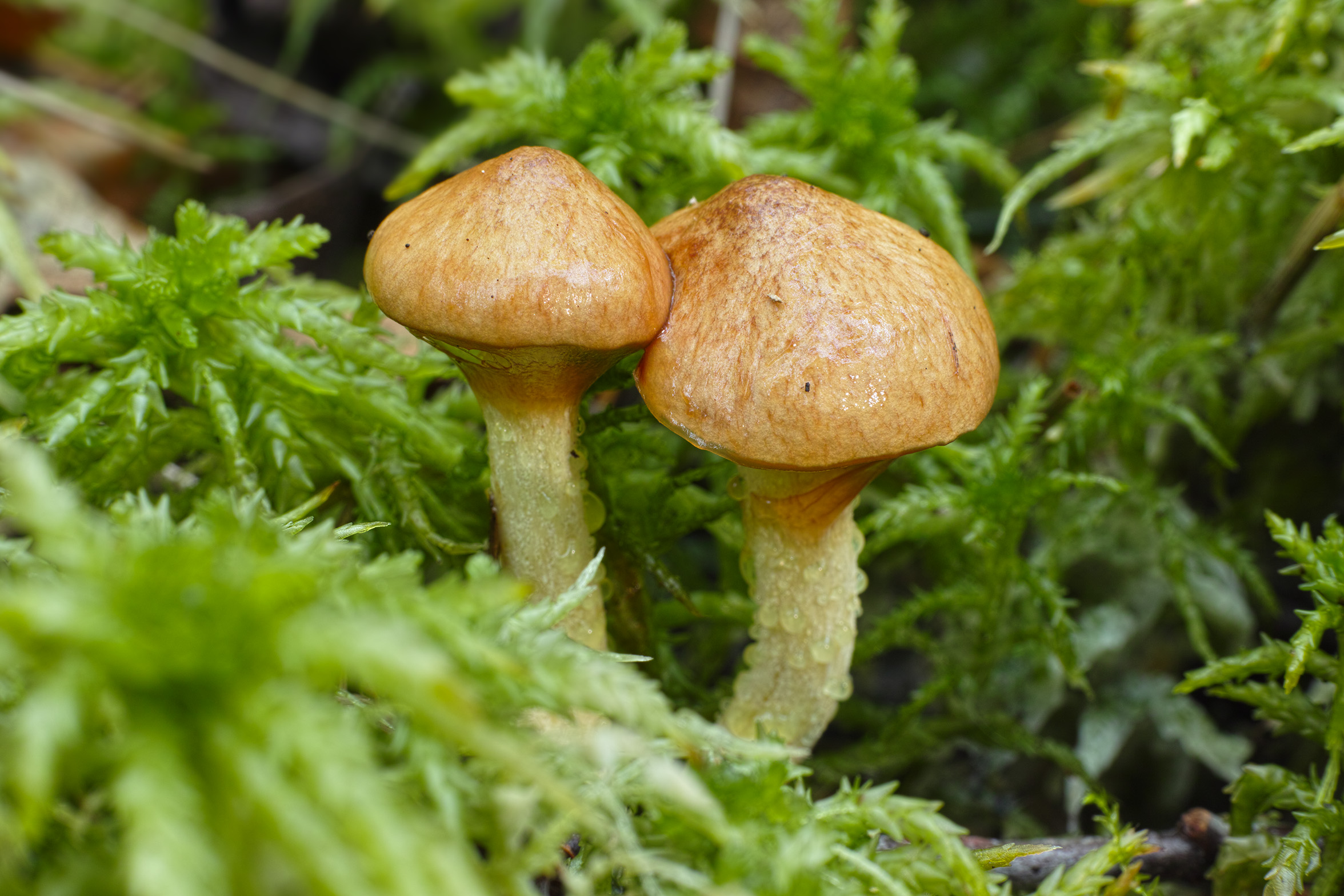
Suillus flavidus
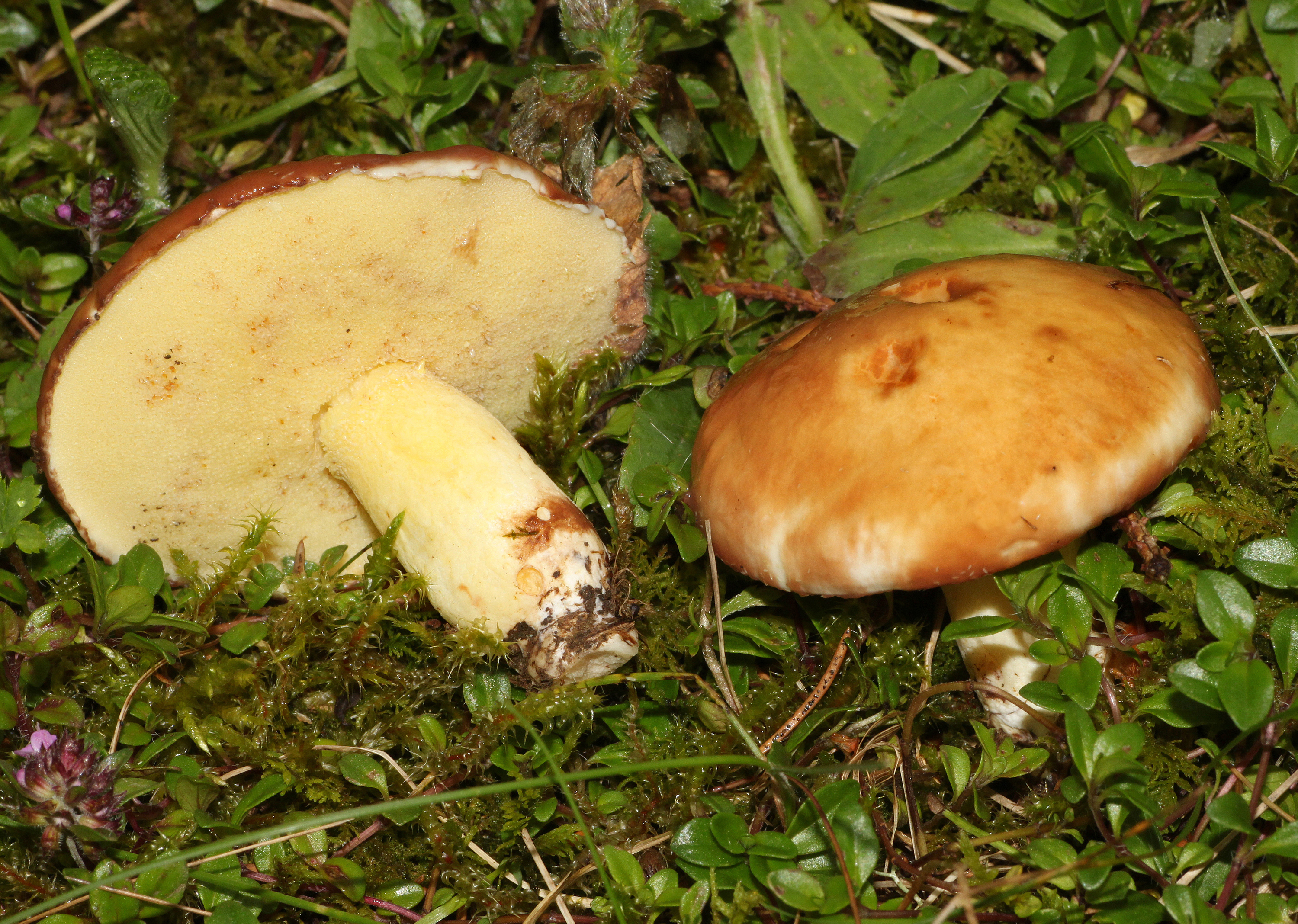
Suillus granulatus

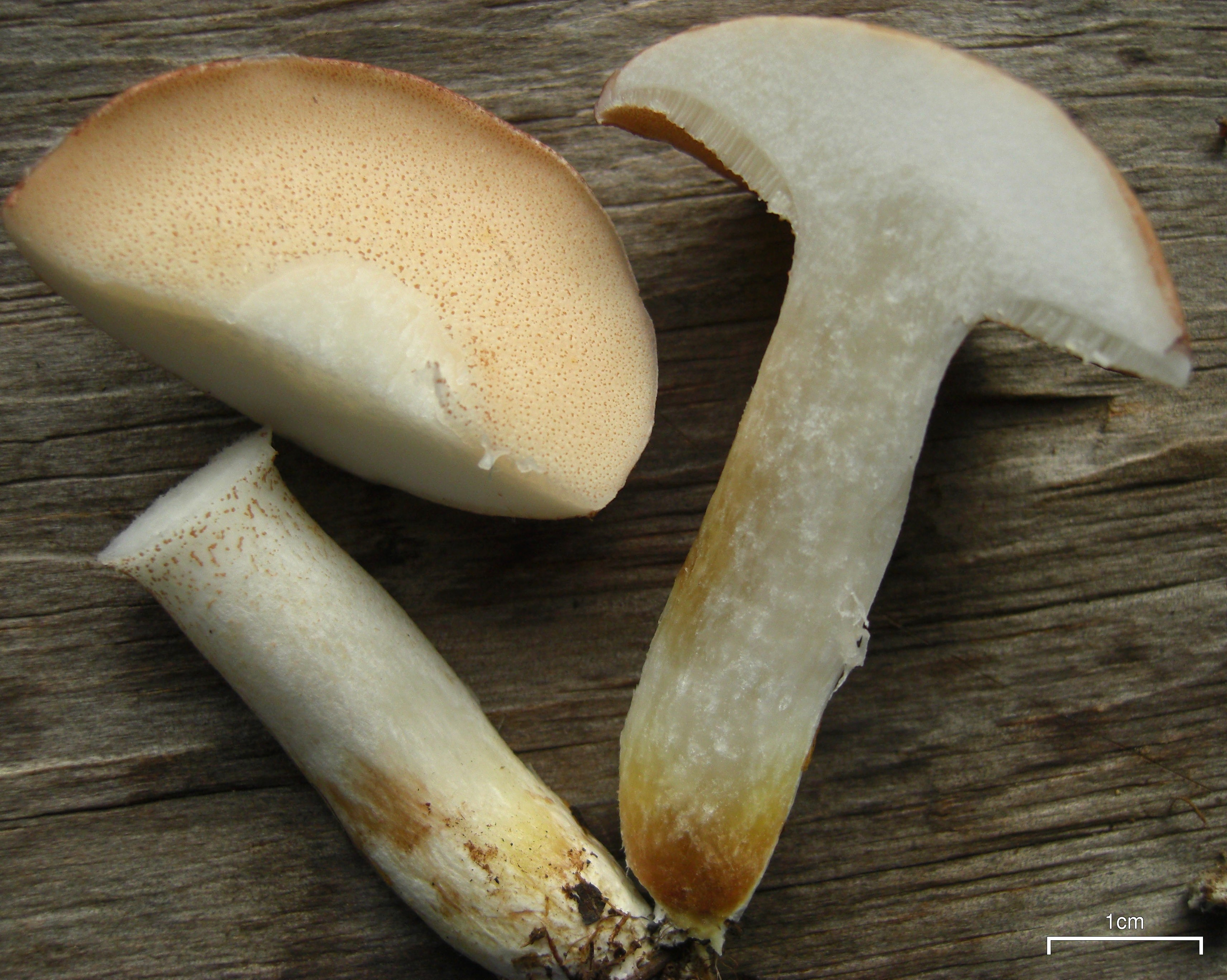
Suillus placidus
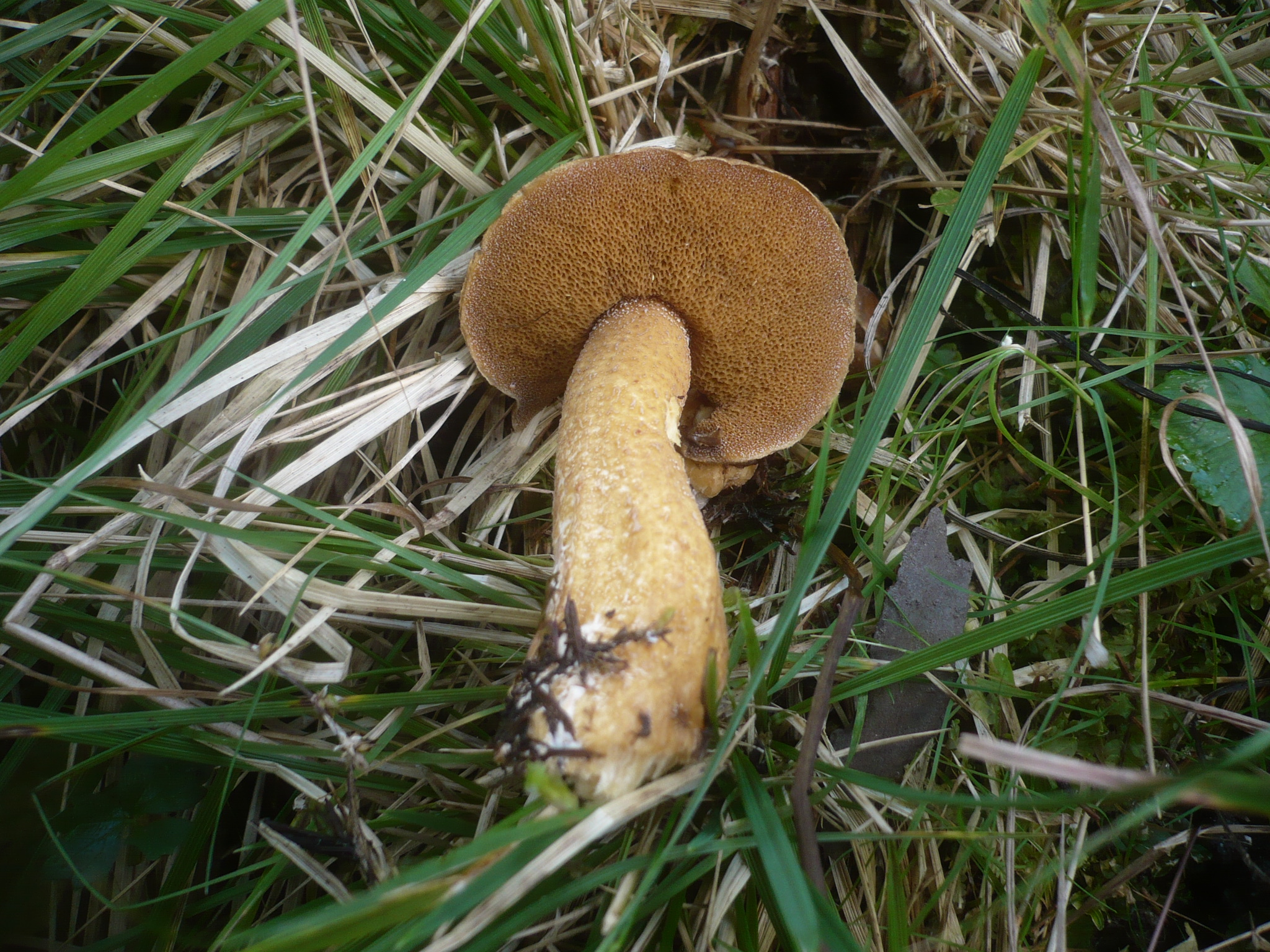
Suillus plorans
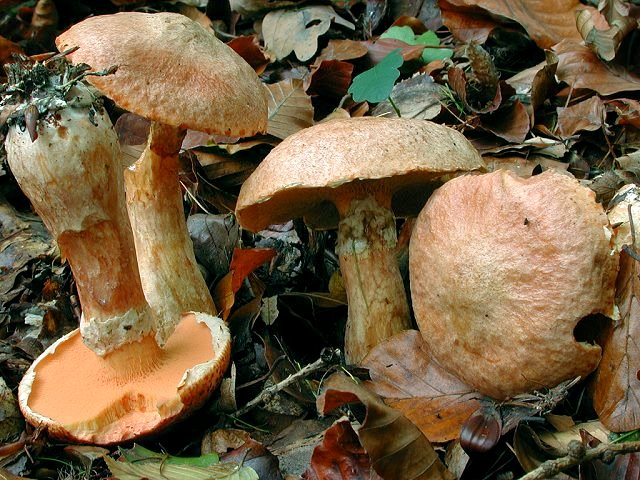
Suillus tridentinus
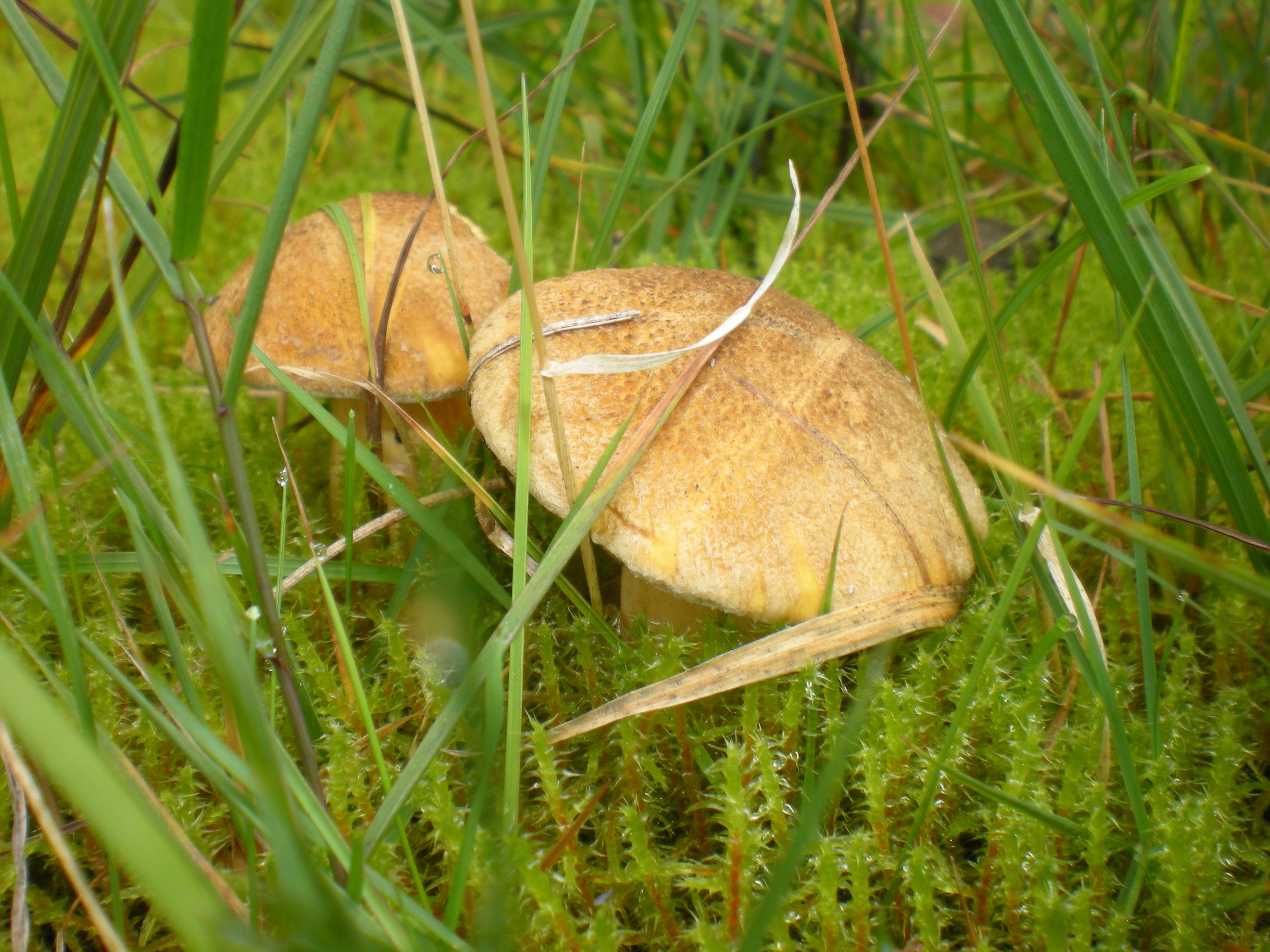
Suillus variegatus
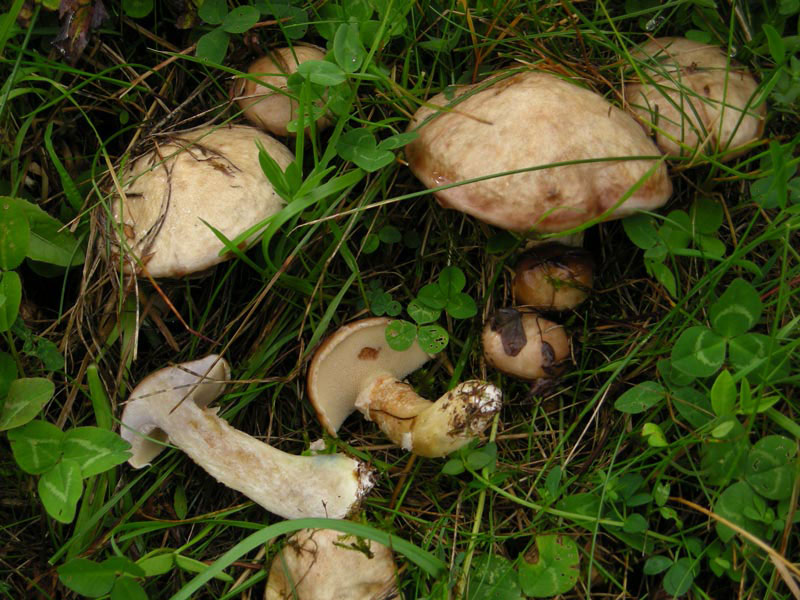
Suillus viscidus

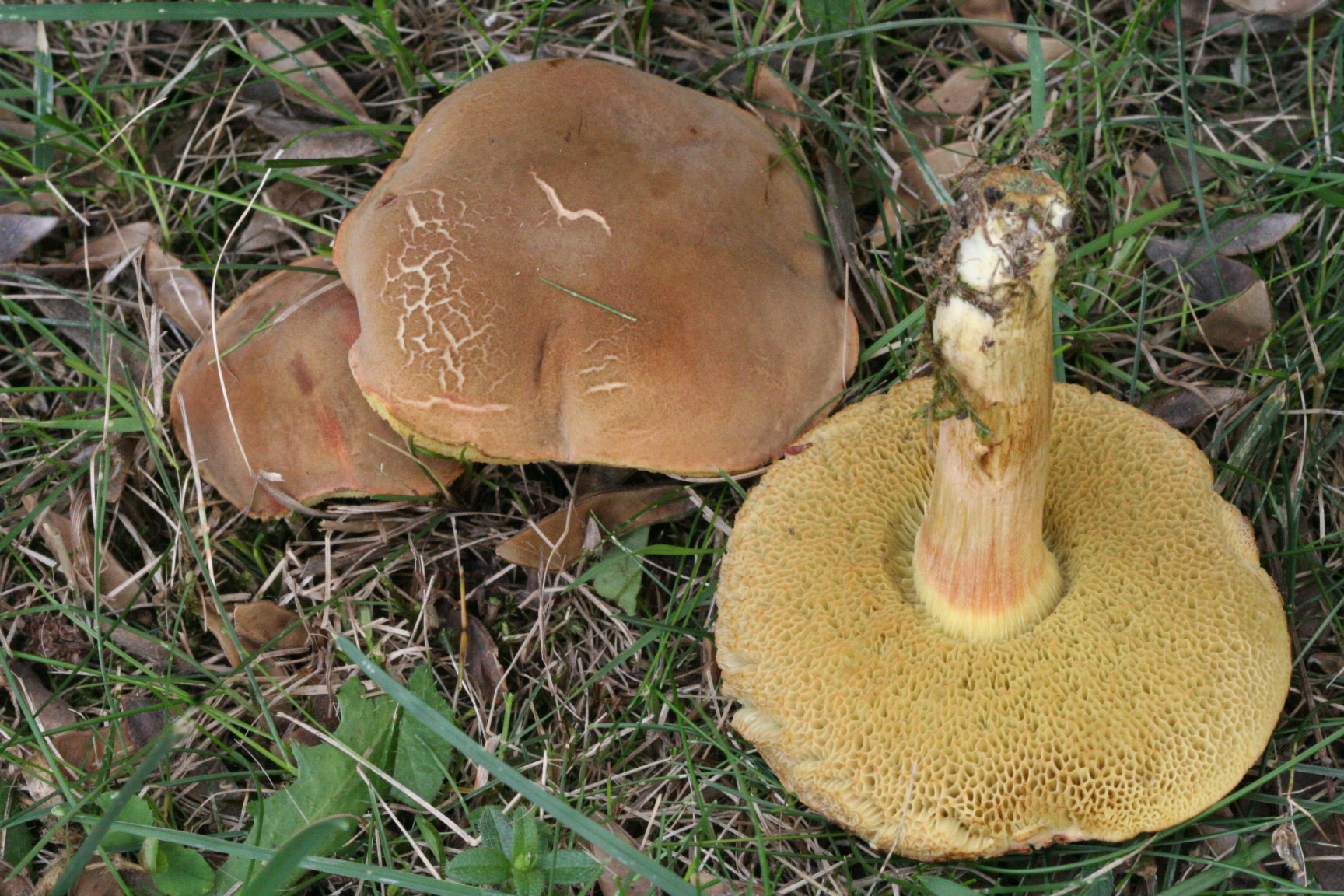
Xerocomus chrysenteron
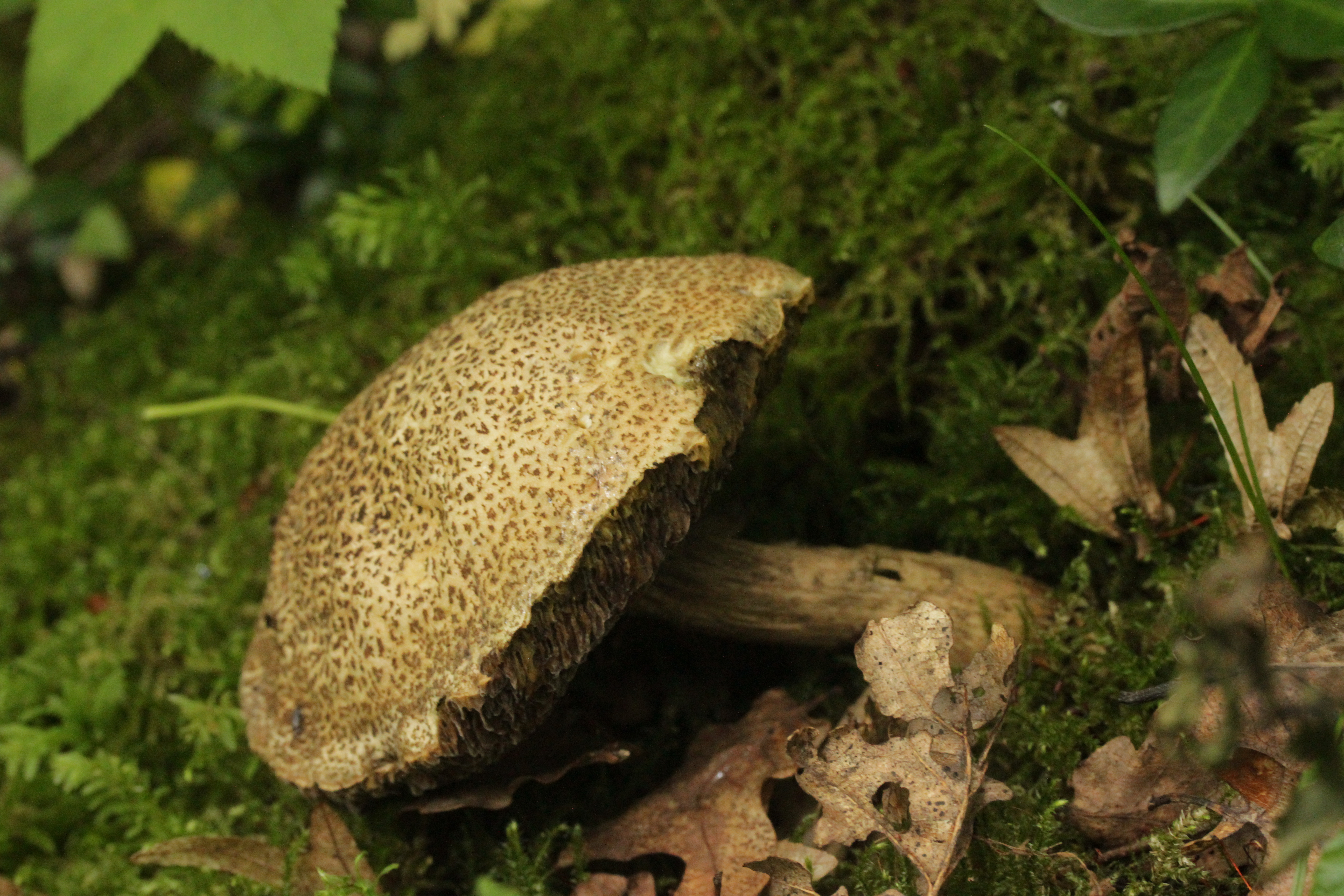
Xerocomellus porosporus
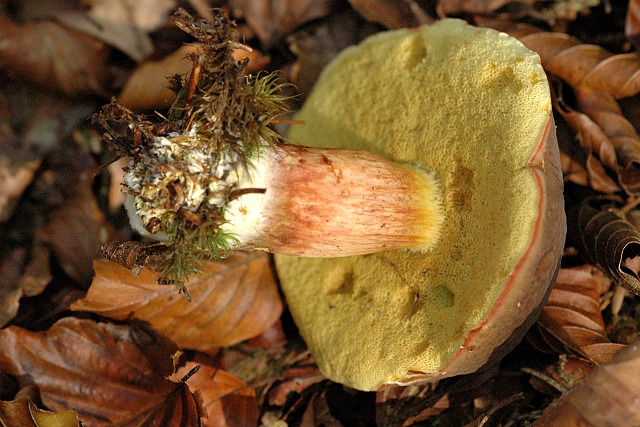
Xerocomellus pruinatus
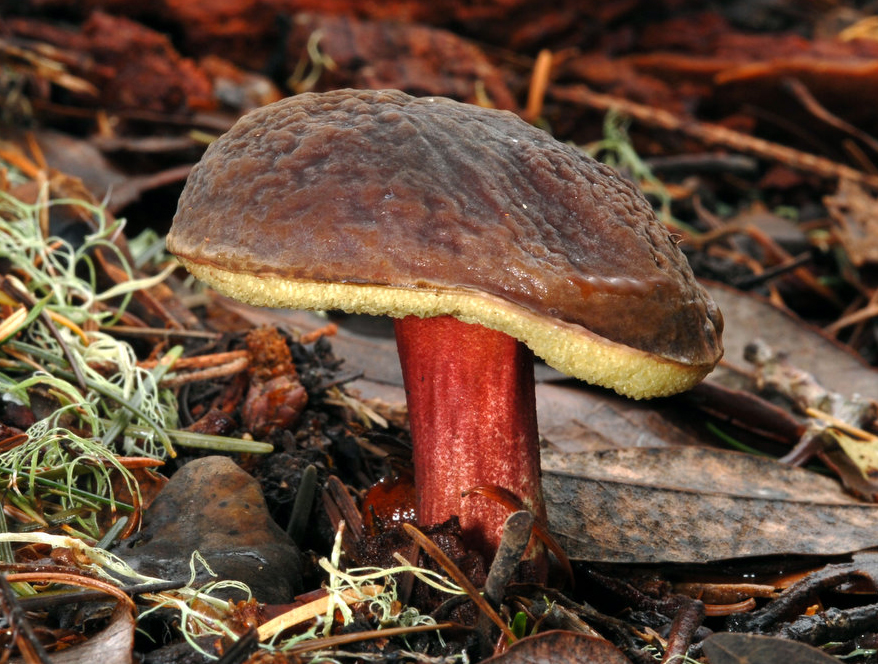
Xerocomellus zelleri
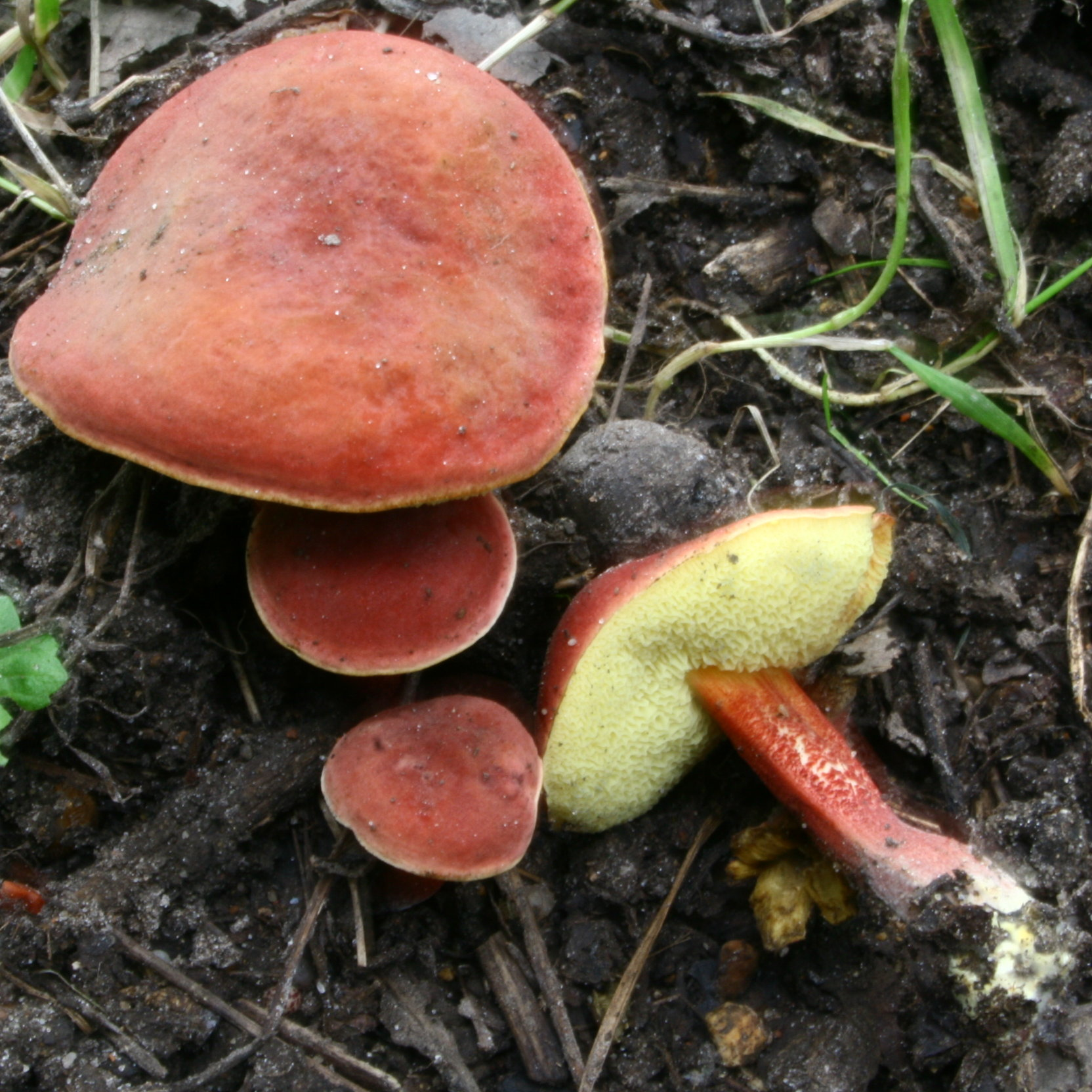
Xerocomus rubellus

## Valorificare
Este o specie comestibilă, care ar trebui să fie ingerată numai în stadiu tânăr. Când este matură, gustul devine fad, iar carnea ceva elastică și năpădită de viermi. Cel mai bine se folosește împreună cu alte ciuperci de pădure. Aroma îi este intensificată prin uscare. Atunci este destul de apreciată pentru aromatizarea mâncărurilor. Se pretează și la conservarea în oțet sau ulei.